# 皮克西莫沃农村居民点
皮克西莫沃农村居民点（俄语：Сельское поселение Пиксимовское）是俄罗斯联邦沃洛格达州瓦什金斯基区所属的一个农村居民点。其下辖有12个居民点，行政中心为皮克西莫沃。据2015年统计，该农村居民点的人口为166人。